# Юлдаш-оглы, Фазил
Фазил (Фазыл) Юлдаш-оглы  (узб. Фозил Йўлдош ўғли, Fozil Yoʻldosh oʻgʻli; 1872, кишлак Лойка Туркестанское генерал-губернаторство (ныне Булунгурского района Самаркандской области, Узбекистана) — 17 марта 1955, Красногвардейск Самаркандской области (ныне Булунгур) — узбекский советский народный поэт-сказитель. Один из классиков узбекской литературы.

## Биография
Сын и ученик талантливого булунгурского сказителя Юлдашшаира.
Член ВКП(б) с 1942 г. В репертуаре Фазила Юлдаш-оглы было более 40 дастанов: "Алпамыш-Батыр" , «Гороглы», "Ядгар", "Юсуф и Ахмед", "Мурад-хан", "Ширин и Шакар", "Фархад и Ширин" и др.
Фазил Юлдаш-оглы создавал дастаны и на современные ему темы: про народное восстание 1916 г. («Джизакское восстание»), про борьбу с басмачами ("Ачилдов") и др.
Автор песен про Ленина и Сталина,  Великую Октябрьскую социалистическую революцию, про Великую Отечественную войну ("Ленин", «Отец народа», "Моя армия", "Поздравления Октябрю", "Напутствие отца" и др.).

## Избранные произведения
На узбекском языке
- «Mamatkarim polvon»,
- «Jizzax qoʻzgʻoloni»,
- «Kunlarim» kabi dostonlari,
- «Jangchi oʻgʻlimga»,
- «Elat botir»,
- «Ota nasihati»,
- «Qurollanint»,
- «Er yigitlar, maydonga!»,
- «Jahon tinglagay»,
- «Bolalarimga»,
- «Pushkinga»
- «Зульфизар билан Авазхон»,
- «Балогардан»
- «Малика Айяр»
- «Гулшан бог». Зулфизар. Балхувон, Тошкент, 1969
- «Зевархон», Тошкент, 1970;

На русском языке
- Алпамыш. Узбекский народный эпос. По варианту Фазила Юлдаша, М., 1958.

## Награды
- орден Ленина.

## Память
- В г. Булунгур, где похоронен поэт, создан его музей и установлен памятник.